# Staffa
 (juin 2022).
Staffa, en gaélique écossais Stafa, est une île des Hébrides intérieures en Écosse qui se situe dans la mer des Hébrides et fait partie du Council area d'Argyll and Bute.

## Toponymie
Staffa signifie en norse bâtons ou colonnes. Le nom celtique de la grotte sur l'île est An-Ua-Vine signifiant suivant les traductions : la grotte harmonieuse ou la grotte Fingal.

## Géographie

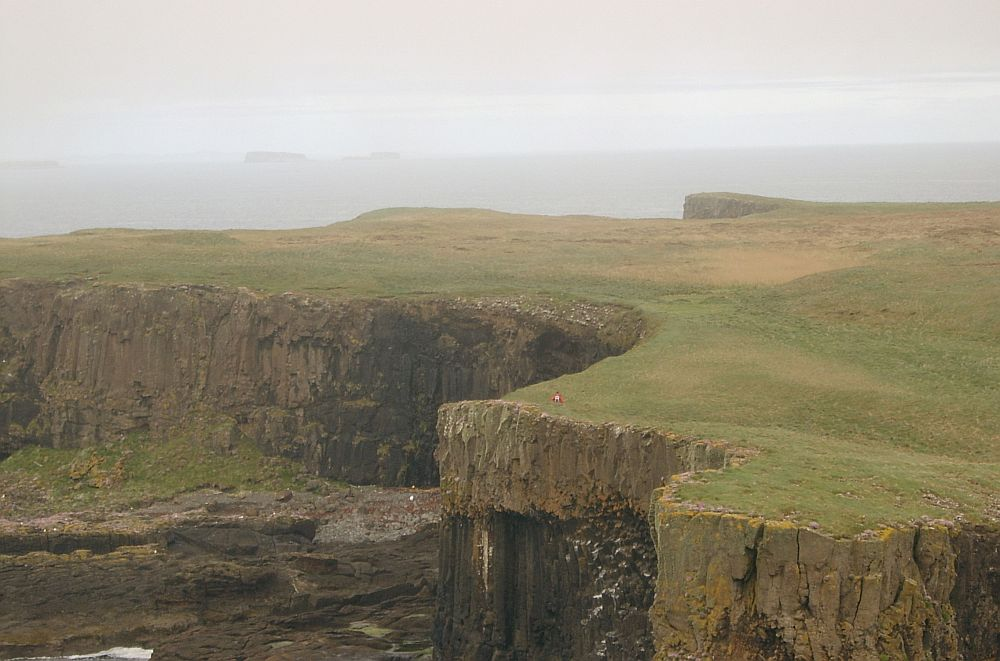
Staffa dans la brume

### Topographie
Staffa est une île écossaise qui se trouve dans l'océan Atlantique, à dix kilomètres de l'île de Mull et à neuf kilomètres de l'île d'Iona.
Elle mesure environ un kilomètre de long sur 500 mètres de large pour une circonférence de presque trois kilomètres.
L'île, bordée de nombreuses falaises, est constituée d'un plateau rocheux herbeux.

### Géologie

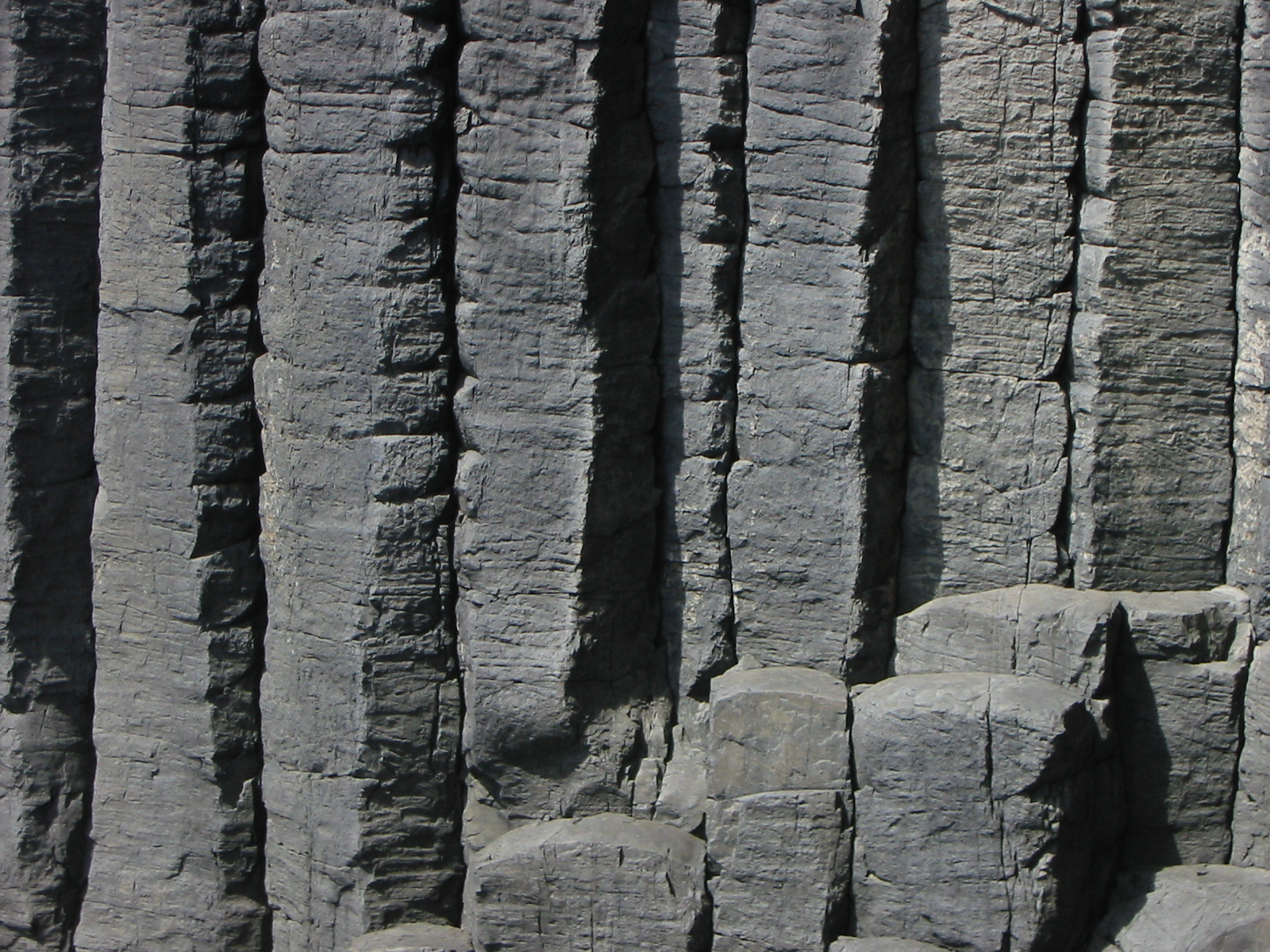
Orgues basaltiques

Staffa est une île d'origine volcanique formée à partir d'éruptions survenues il y a des[Quand ?] millions d'années.
Staffa signifie « île des piliers » ou encore « grotte mélodieuse » en écossais[réf. souhaitée] en référence aux nombreuses falaises composées d'orgues basaltiques se jetant dans la mer et formant à certains endroits des grottes sous-marines.
Le sol de l'île est formé d'une couche de basalte qui repose sur les orgues basaltiques, s'appuyant eux-mêmes sur une couche de tuf.
Depuis des millions d'années, l'île est érodée par la pluie et les vagues qui ont dégagé de nombreuses criques et cavernes sous-marines comme la grotte de Fingal.

### Écologie
L'île, tout comme les autres îles écossaises, est une importante halte migratoire pour les macareux entre les mois de mai et de septembre.

## Histoire
L'île est conquise par l'Empire romain en 83[réf. nécessaire].
Elle est ensuite soumise aux raids vikings et aux différentes vagues migratoires du Moyen Âge qui atteignent successivement l'Écosse : Scots, Angles, Saxons, Vikings, etc.
En 1707, l'île devient britannique avec la signature de l'Acte d'Union qui lie le Royaume d'Écosse à celui du Royaume-Uni.
Peu connue jusqu'en 1772, date de la visite du botaniste Joseph Banks qui mit en évidence la beauté sauvage de l'île, elle devient par la suite une destination prisée de célébrités comme la reine Victoria, Jules Verne, Robert Louis Stevenson.
Sous la protection du National Trust for Scotland en 1986, l'île devient une réserve naturelle nationale en 2001.
Aujourd'hui, l'île est inhabitée mais attire de nombreux touristes qui viennent pour admirer les paysages, les cavernes et les macareux.
En 2005, l'île a été désignée comme la 8e merveille naturelle du Royaume-Uni par les auditeurs de Radio Times.

## Dans la culture
La grotte de Fingal et le relief basaltique de l'île ont inspiré deux passages de l'œuvre de Jules Verne, l'un dans Le Chancellor, l'autre dans Le Rayon vert. Le romancier avait visité cette île en 1879 et disait : « Cette vaste caverne, avec ses ombres mystérieuses, ses chambres noires couvertes d’algues et ses merveilleux piliers en basalte, m’a vivement impressionné ».
L'île est citée dans la nouvelle de Jean Ray intitulée La vérité sur l'oncle Timotheus. 
Joseph Mallord William Turner a peint un tableau intitulé La Grotte de Fingal.
À la suite d'une excursion à l’île de Staffa en 1829, Felix Mendelssohn compose une ouverture intitulée Les Hébrides ou La Grotte de Fingal.
Une légende raconte que le village suisse de Stäfa fut nommé ainsi par un moine de l'île d'Iona[réf. nécessaire].

## Galerie

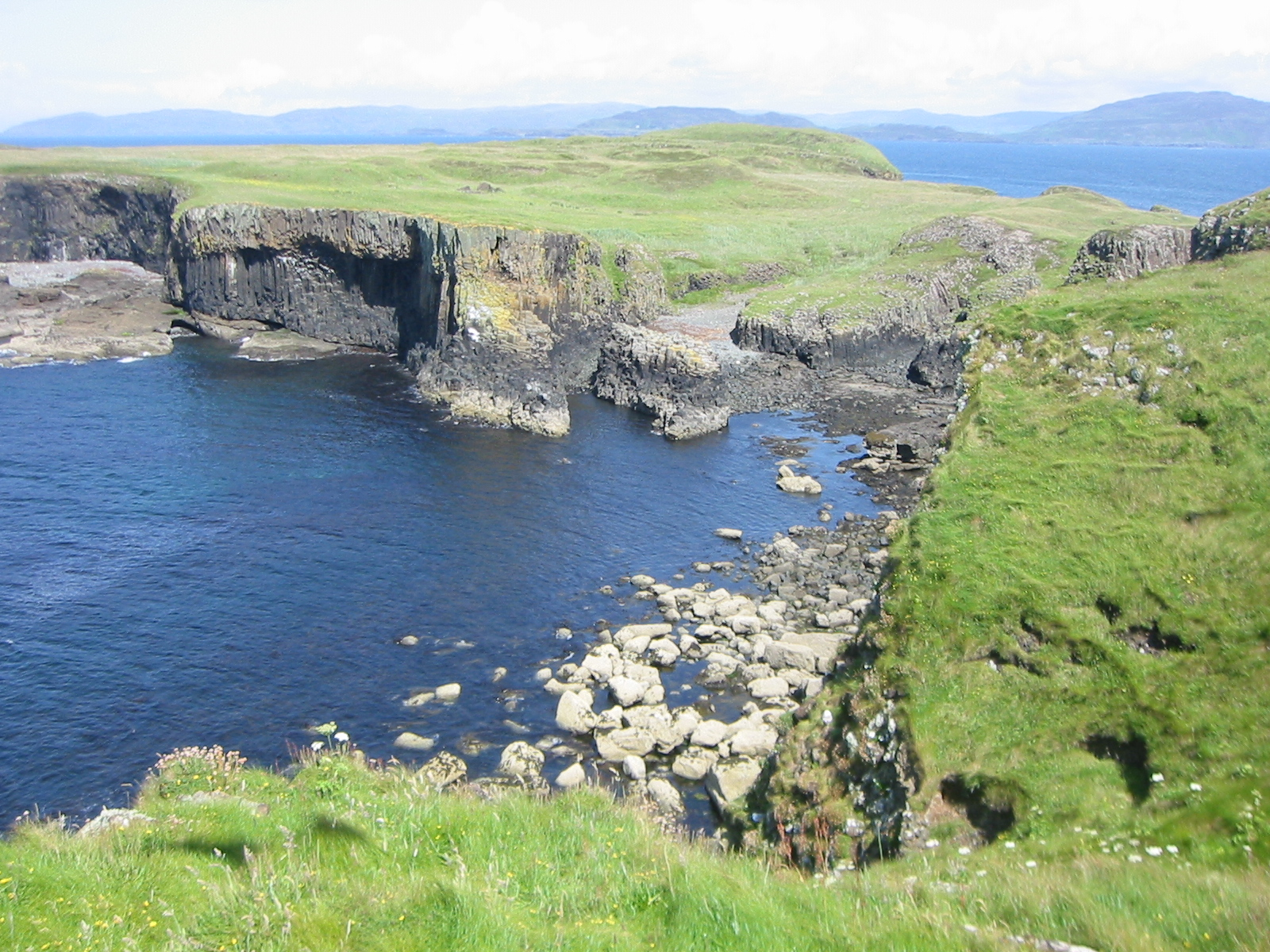
Vue vers l'est
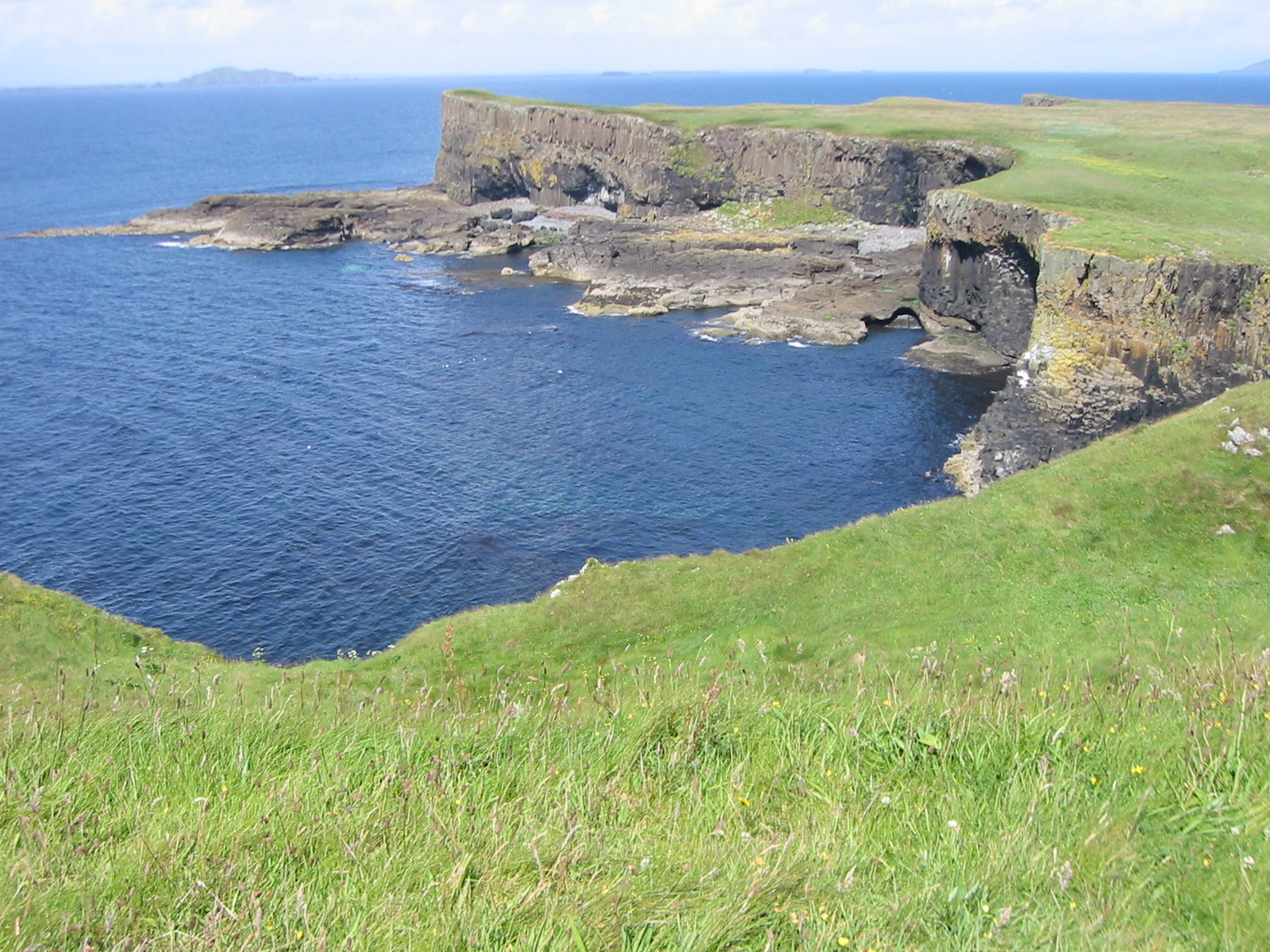
Vue vers le nord-ouest
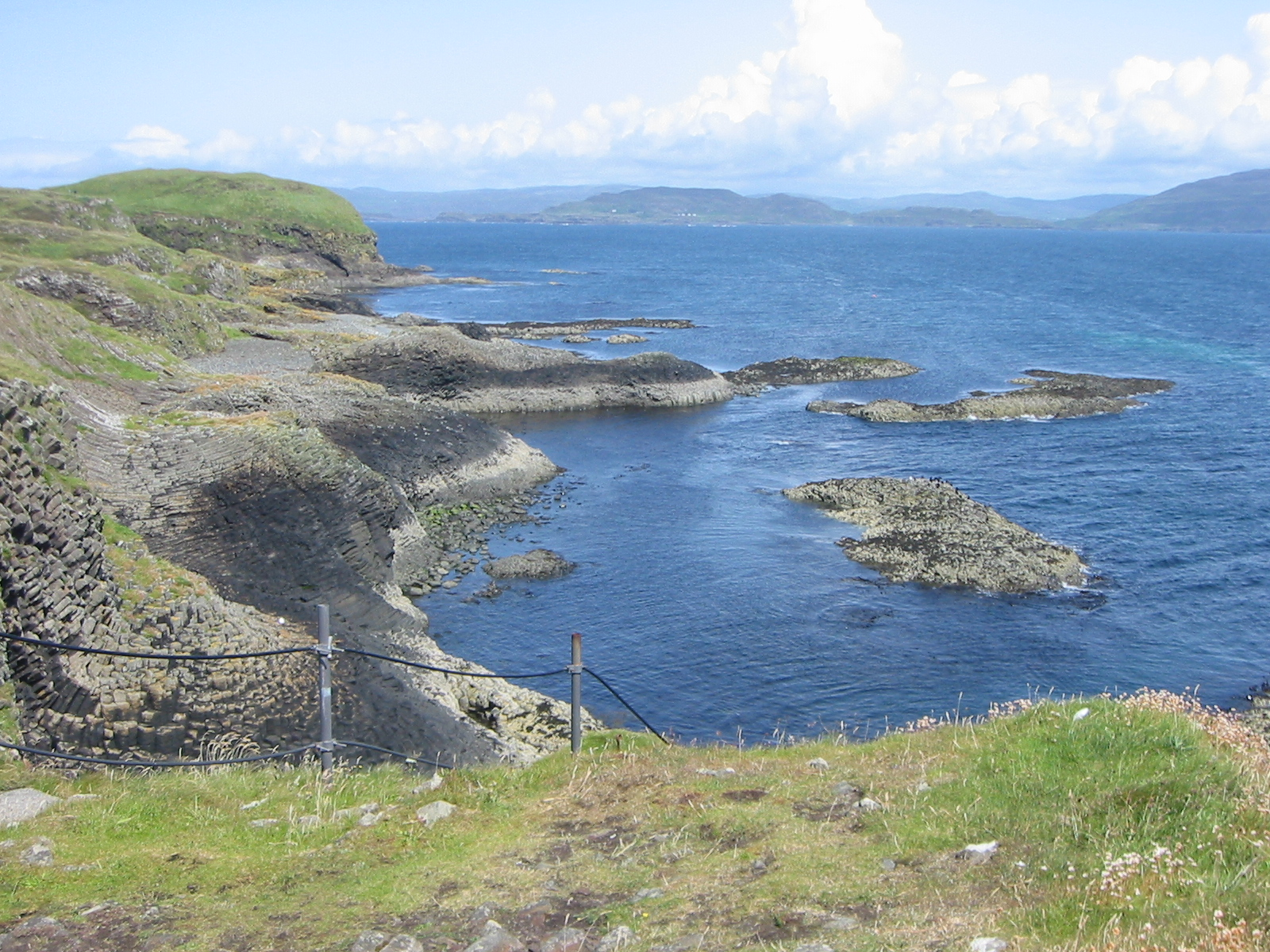
Vue vers le nord-est
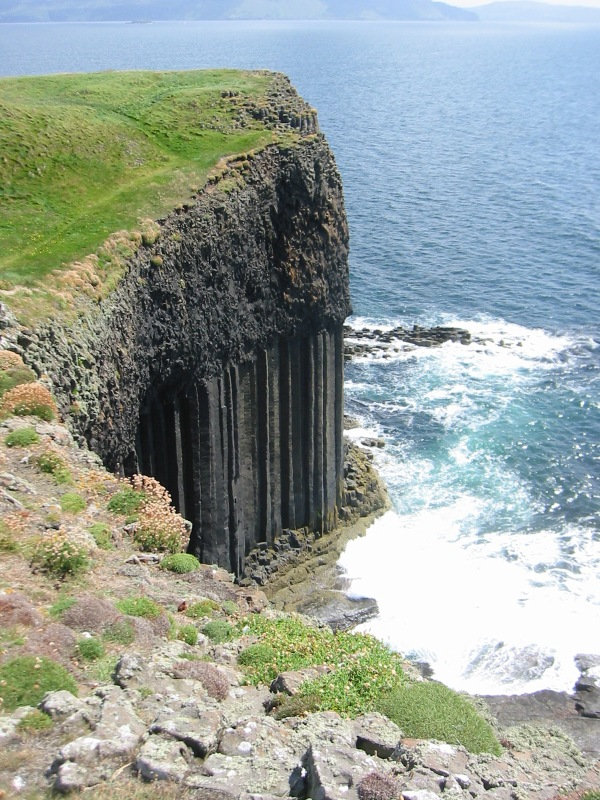
Entrée de la grotte de Fingal
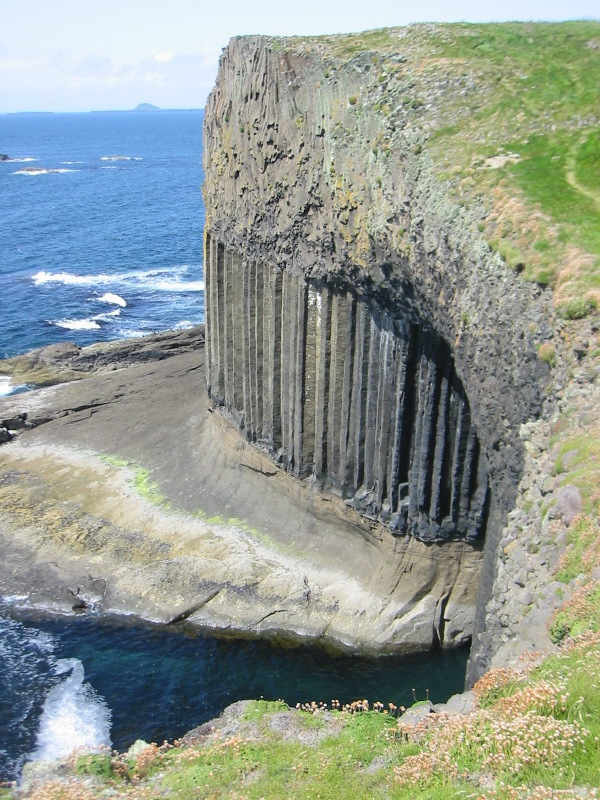
Entrée de la grotte de Fingal
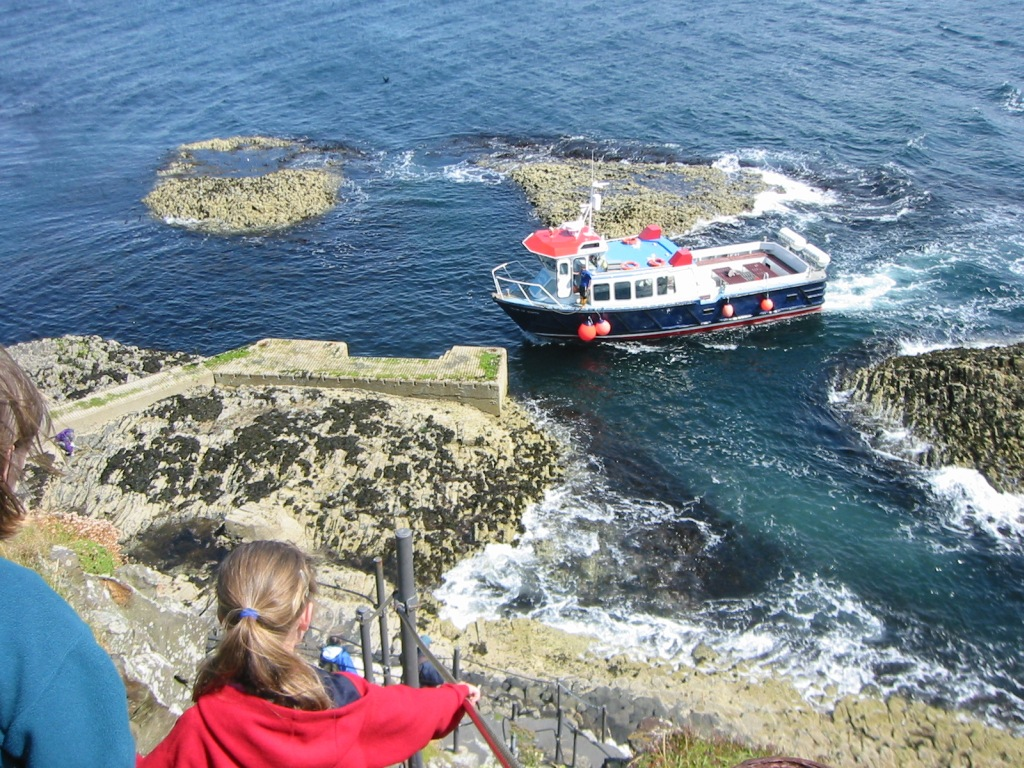
Débarcadère de Staffa
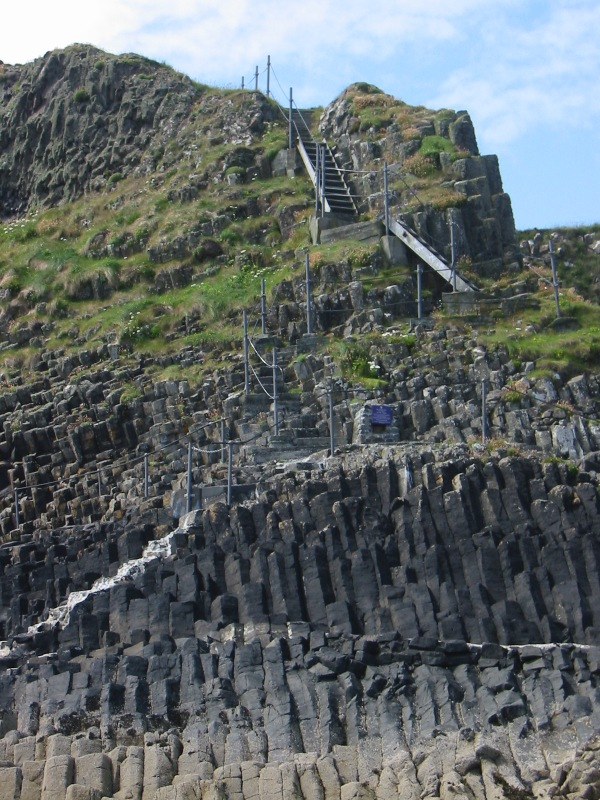
Escaliers
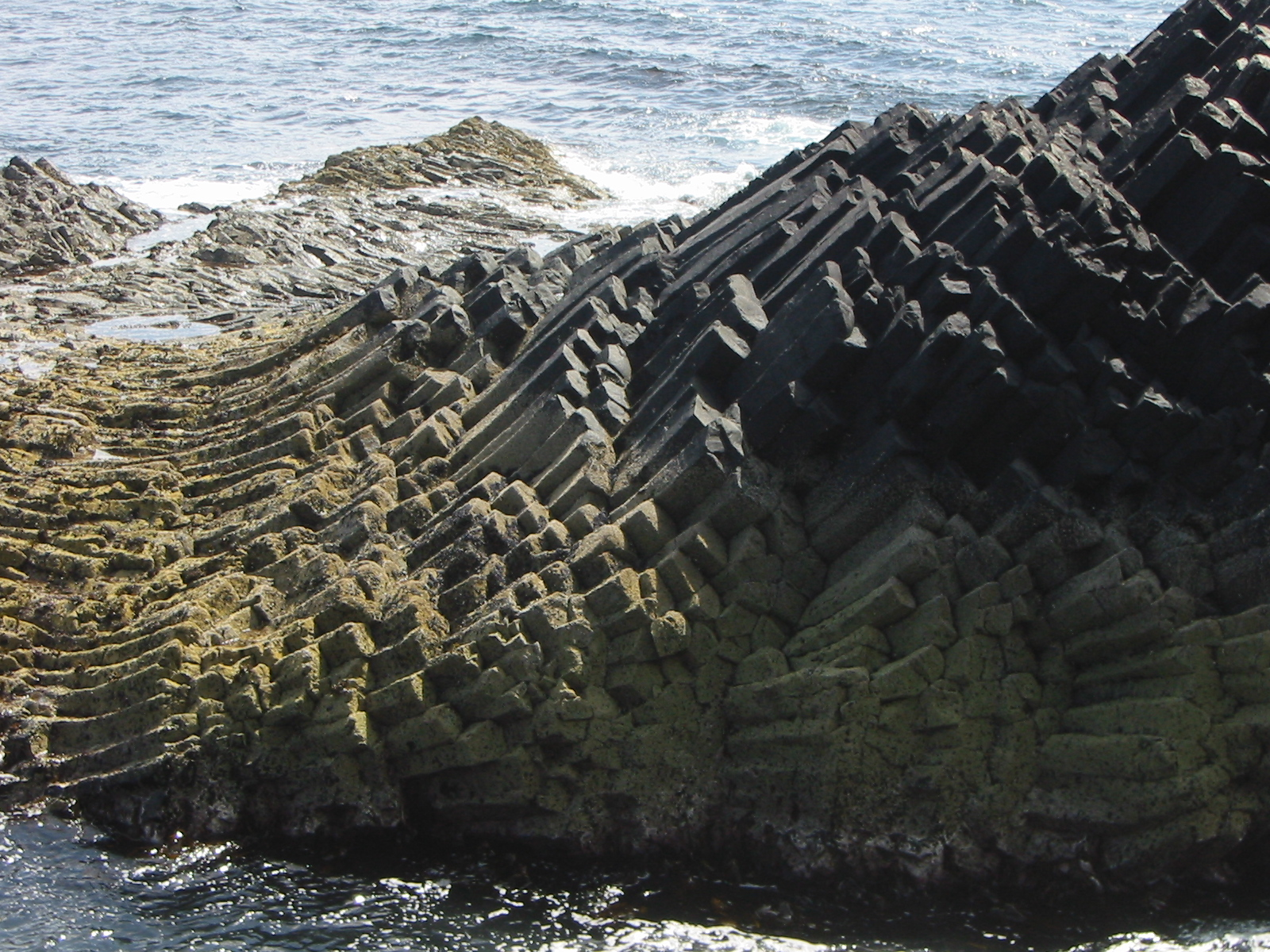
Orgues basaltiques jaillissant de la mer
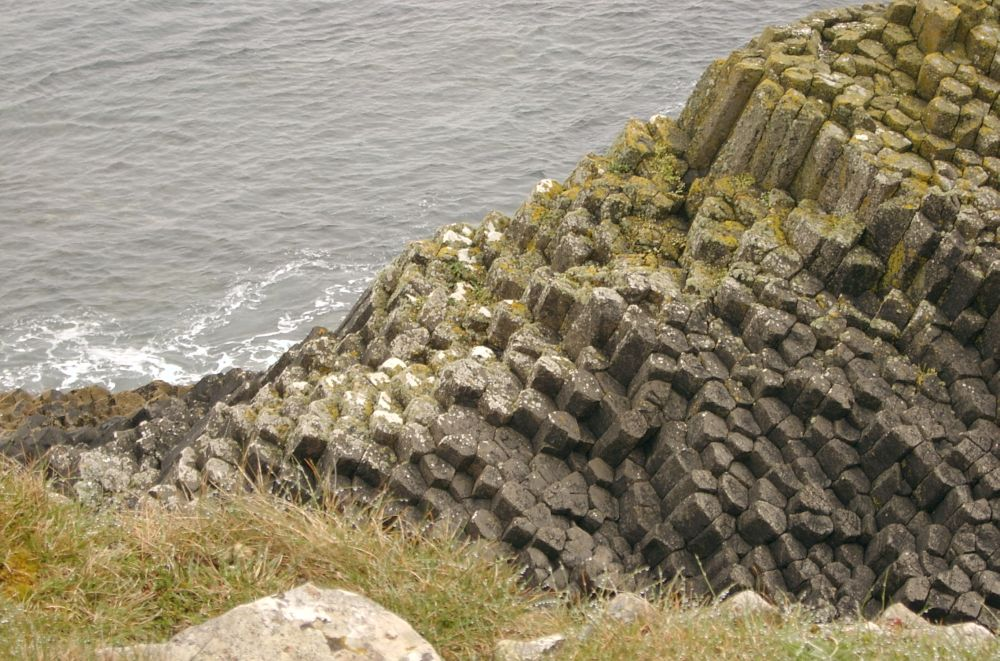
Orgues basaltiques
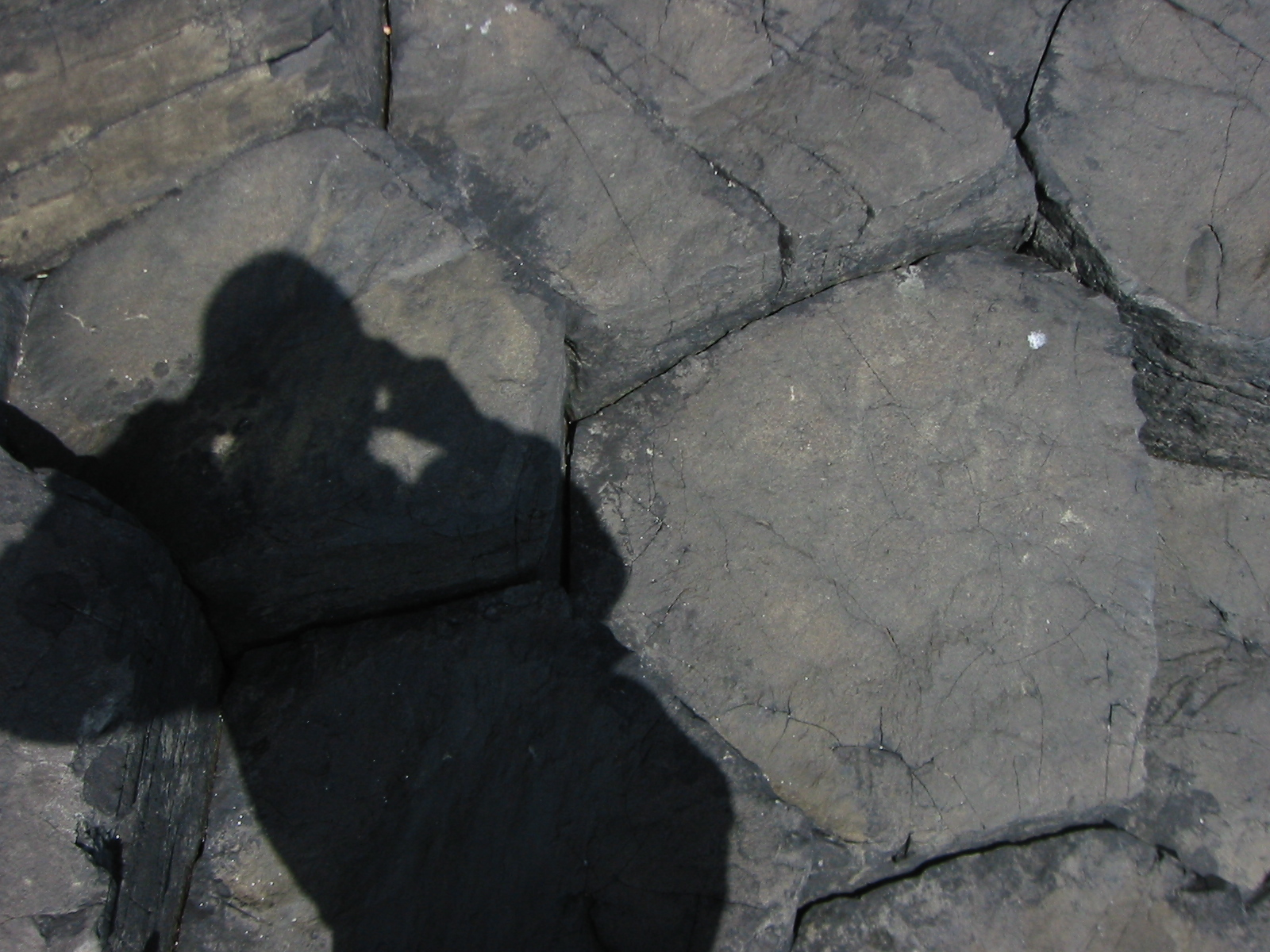
Surface hexagonale des orgues basaltiques
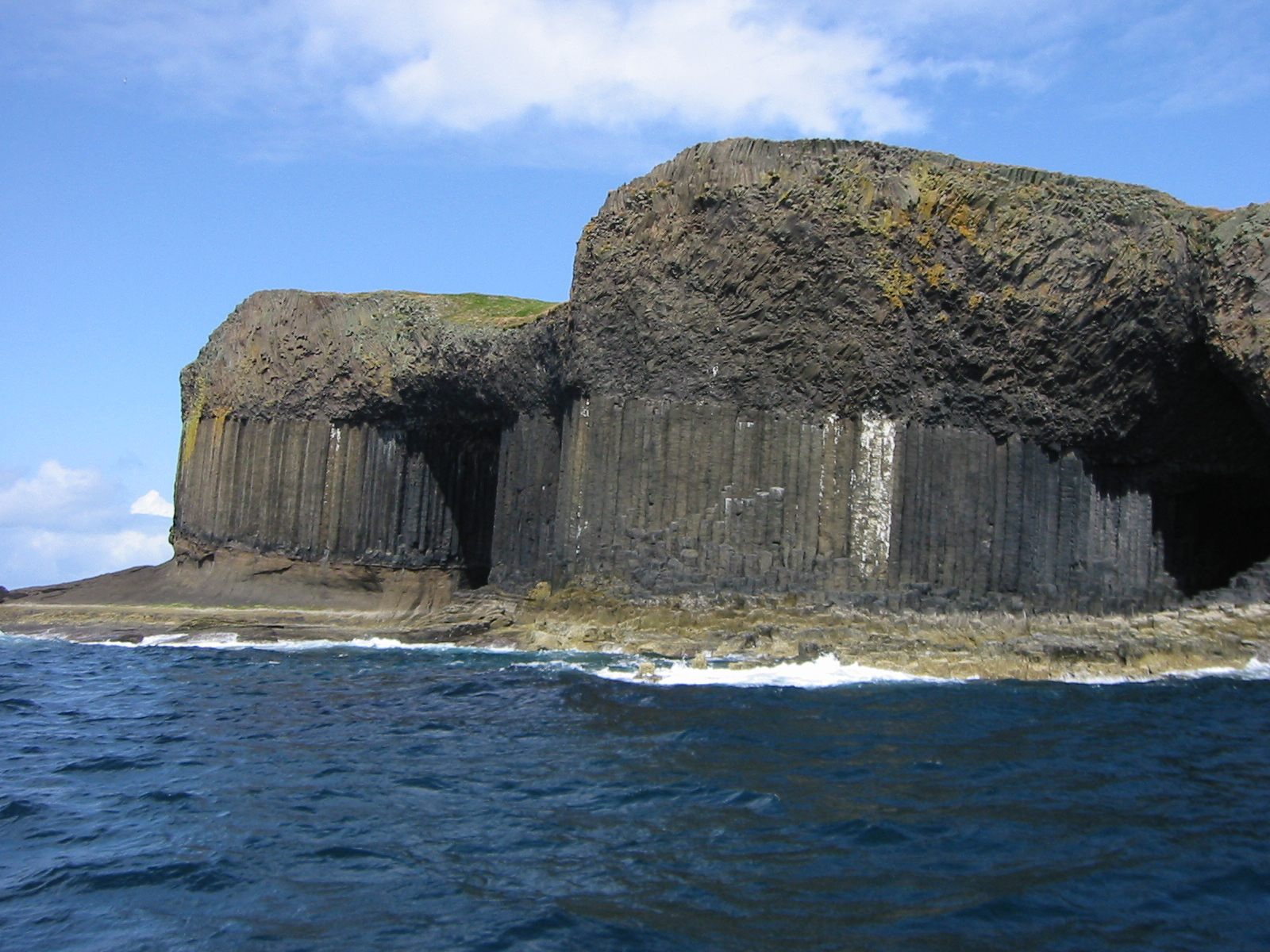
Falaises (grotte de Fingal sur la droite)
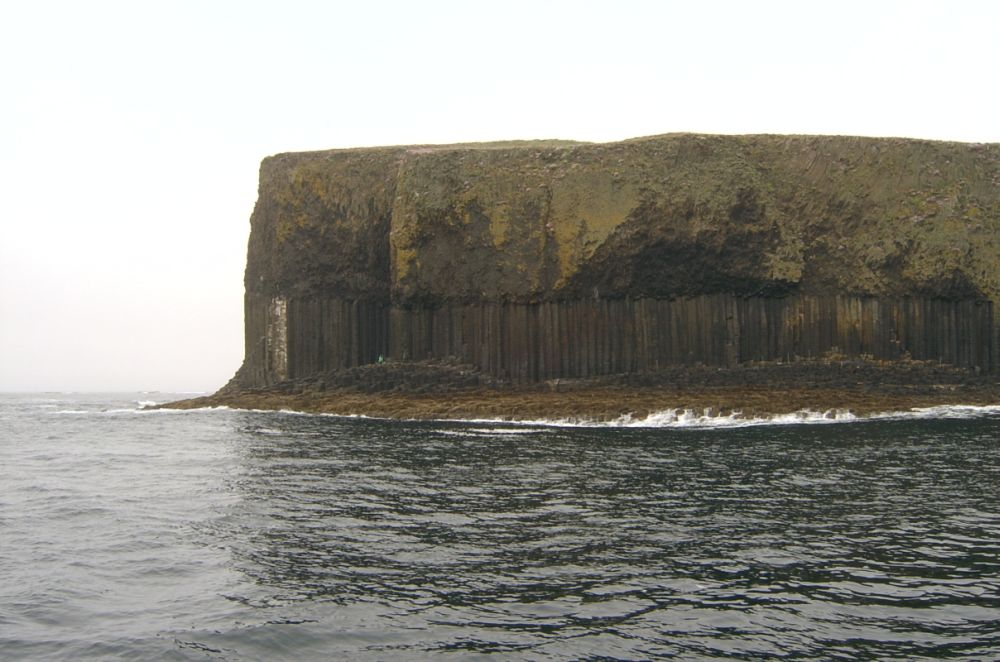
Falaises dans la brume